# Сисяник
Сисяник (лат. Xixianykus) — род оперённых динозавров из семейства альваресзаврид, живших во времена позднемеловой эпохи (89,3—83,6 млн лет назад) на территории современного Китая. Включает единственный вид — Xixianykus zhangi.

## Этимология
Первая часть родового названия (Xixianykus) образована от названия места находки — уезд Сися (кит. трад. 西峽, упр. 西峡, пиньинь Xīxiá, палл. Сися, букв. «Западное ущелье»), вторая — от греческого слова, обозначающего «коготь» (греч. onyx). Вместе получается «коготь из уезда Сися».
Название типового вида (zhangi) образовано от фамилии китайского палеонтолога Чжан Вэньтана (пиньинь Zhang Wentang) и латинского суффикса «-i».

## Описание
Длина около полуметра, имел оперение. Обладал самой большой разницей в длине между передними (20 см) и задними конечностями. Быстро бегал на задних ногах, напоминая поведением трясогузку.
Окаменелости обнаружены в меловых отложениях мацзякунской свиты в уезде Сися («западное ущелье») в округе Наньян провинции Хэнань на востоке центральной части Китая. Отсюда и название: «Сисяникус чжан’и» (Xixianykus zhangi).
Предположительно раскапывал короткими передними конечностями муравейники и питался муравьями.